# زائفة كريهة
زائفة كريهة (الاسم العلمي: Pseudomonas putida) هي نوع من البكتيريا تتبع جنس الزائفة من فصيلة الزوائف.